# Al Jabal al Akhḑar (bergskedja i Libyen)
Al Jabal al Akhḑar är en bergskedja i Libyen. Den ligger i den nordöstra delen av landet, 800 km öster om huvudstaden Tripoli.